# Mudżahedin

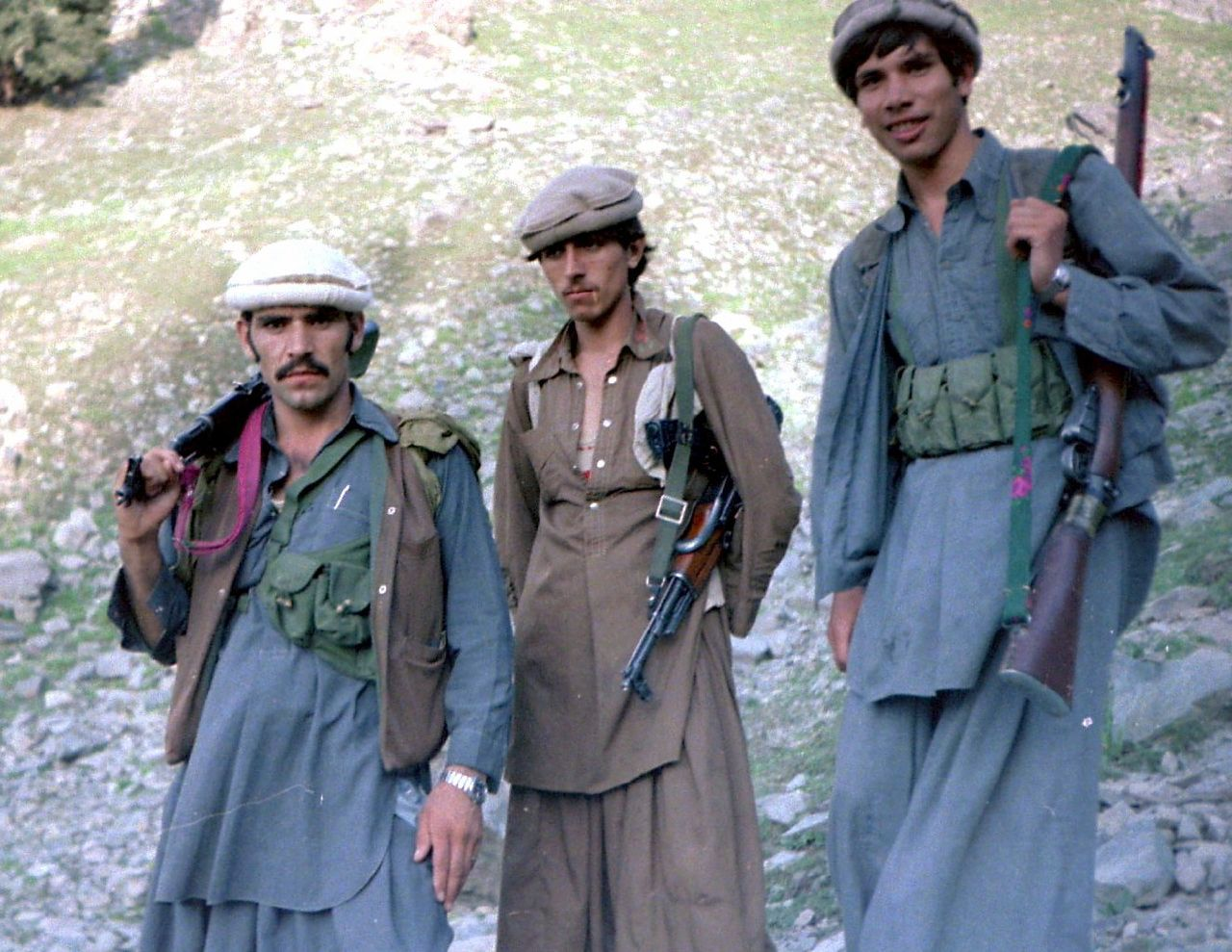
Mudżahedini w wojnie z oddziałami ZSRR i afgańskiego rządu (1985)

Mudżahedin (arab. ‏مجاهد‎, dosł. „bojownicy”, po arabsku jest to liczba mnoga od słowa ‏مجاهد‎ mudżahid, dosł. „bojownik”) – uczestnik dżihadu, muzułmanin walczący z niewiernymi. Mudżahedini prowadzą w wielu krajach walkę partyzancką przeciwko okupantom lub przeciw nieakceptowanej władzy.

## Afganistan
Afgańscy mudżahedini to różne zbrojne grupy opozycyjne, odwołujące się do radykalnego islamu, które od lat siedemdziesiątych XX wieku zwalczały świeckie i reformatorskie rządy, wspierane przez ZSRR. Po wojskowym zamachu stanu w roku 1978 mudżahedini zaktywizowali swoją działalność, gdy rząd wprowadził szereg reform utrzymanych w zachodnim stylu wprowadzając m.in. równouprawnienie kobiet (na mocy którego zakazano m.in. kupowania żon) co nie spodobało się ortodoksyjnie religijnej części społeczeństwa. W tym też czasie otrzymali wsparcie ze strony CIA. Podczas radzieckiej interwencji w Afganistanie (1979–1989) walczyli z Armią Radziecką, wspierającą rząd tego kraju. Stany Zjednoczone wspólnie z rządami Pakistanu, Arabii Saudyjskiej, Izraela i Egiptu dostarczały wszelkie środki niezbędne do prowadzenia walki przez mudżahedinów, głównie broń i amunicję oraz medykamenty. Partyzanci mieli swoje bazy szkoleniowe na terenie Pakistanu, skąd często przeprowadzali brawurowe ataki na oddziały wroga. Pomoc była przekazywana za pośrednictwem pakistańskiego wywiadu Inter-Services Intelligence. Po roku 1985 doszło do ukształtowania się siedmiu głównych stronnictw polityczno-militarnych (ogólna liczba ugrupowań mudżahedinów w czasie tej wojny sięgała 50). Wszystkie bazowały doktrynalnie na islamie, z czego trzy były tradycjonalistyczne i monarchistyczne, a cztery fundamentalistyczne i republikańskie. W 1985 roku tych siedem ugrupowań powołało w Peszawarze koalicję pod nazwą Islamski Sojusz Mudżahedinów Afgańskich („Sojusz Siedmiu”).
| Nazwa ugrupowania                           | Przywódcy                                               | Liczebność w tys. |
| ------------------------------------------- | ------------------------------------------------------- | ----------------- |
| Hezb-i Islami                               | Gulbuddin Hekmatjar                                     | 35                |
| Hezb-i Islami                               | Junis Chalis                                            | 10                |
| Dżamiat-i Islami                            | Burhanuddin Rabbani                                     | 20                |
| Ittehad-i Islami Baraj Azadi-je Afghanistan | Abdul Rasul Sayyaf                                      | 15                |
| Mehaz-i Melli-je Islami                     | Sayed Ishaq Gailani                                     | 20                |
| Dżebhe-i Melli-je Nejat                     | Sibghatullah Mojaddedi                                  | 35                |
| Harakat-i Inqilab-i Islami                  | Muhamed Nabi Muhamedi Rafiullah Moezan Nasrullah Mansur | 35                |

Mudżahedini byli jedną z formacji wspieranych w ramach tzw. doktryny Reagana, a prezydent USA nazywał ich „bojownikami o wolność”. Mudżahedinów wspomagali zagraniczni ochotnicy z krajów arabskich i muzułmańskich, którzy przyjeżdżali walczyć w „świętej wojnie” (dżihad) z bezbożnym komunizmem.
Przez żołnierzy radzieckich rzadko kiedy byli nazywani „mudżahedinami”. Najczęściej byli to dla nich „duszmeni”, „duchy” lub zupełnie pejoratywnie – „małpy”.
Oprócz religijnych mudżahedinów mniejszą grupę antyrządowych i antyradzieckich rebeliantów stanowiły organizacje maoistowskie, tj. Organizacja Wyzwolenia Afganistanu, Organizacja Wyzwolenia Ludu Afgańskiego czy Afgański Front Mudżahedinów Walki o Wolność.

## Iran
Irańscy mudżahedini (Organizacja Bojowników Ludu, następnie Ludowi Mudżahedini) stanowili jedną z grup opozycyjnych zarówno przed rewolucją islamską w czasach monarchii Pahlawich, jak i po rewolucji, za rządów ajatollahów. Ich nietypowa ideologia przechodziła kilka przemian. W związku z połączeniem swoistej interpretacji islamu i eksperymentów z filozofią marksizmu oraz świeckiego nacjonalizmu, organizacja deklaruje się jako islamska i socjalistyczna.
Początkowo była ruchem świeckim, w dodatku reformistycznym, a nie rewolucyjnym. Pod wpływem idei opozycyjnego intelektualisty Ali Szariatiego mudżahedini przyjęli doktrynę „rewolucyjnego szyizmu”. Na początku lat 70. XX wieku na fali popularności idei lewicowych wzbogacili swoją ideologię o marksizm. Wyspecjalizowali się w działaniach partyzantki miejskiej równolegle z inną organizacją zbrojnego podziemia, tzw. fedainami ludowymi.
Ich pierwszą akcją było w 1971 roku podłożenie bomby pod elektrownię w Teheranie i nieudana próba porwania samolotu w proteście przeciwko wystawnym obchodom 2500-lecia monarchii irańskiej. W latach siedemdziesiątych mudżahedini ludowi atakowali obiekty kojarzone z reżimem szacha, jak posterunki policji, oraz dokonywali zamachów na zachodnich doradców wojskowych i cywilnych. Tajna policja SAWAK wyjątkowo brutalnie postępowała z zatrzymanymi członkami organizacji, torturując ich i mordując. W listopadzie 1979 roku mudżahedini ludowi brali udział w ataku na ambasadę USA w Teheranie. Po rewolucji islamskiej przeszli do opozycji, organizując ataki terrorystyczne przeciwko nowej władzy. W odpowiedzi reżim Chomeiniego zwalczał organizację surowymi represjami, nie cofając się przed doraźnymi egzekucjami. W 2009 roku szefowie dyplomacji Unii Europejskiej postanowili usunąć mudżahedinów ludowych z listy grup terrorystycznych.
Liczne grupy, popierające rewolucję Chomeiniego (m.in. grupa odpowiadająca popularnym w Egipcie Braciom Muzułmańskim, wyjątkowo skrajnej organizacji fanatyków islamu), powołały także organizację o nazwie Mudżahedini Rewolucji Islamskiej.